# Waguininho
Wagner da Silva Souza, conhecido simplesmente como Waguininho (Cubatão, 30 de janeiro de 1990) é um futebolista brasileiro que atua como ponta-direita e meia-atacante. Atualmente, defende o Novorizontino.

## Carreira

### Antecedentes
Nascido e criado em Cubatão, São Paulo, Waguininho começou no futsal do Aymoré aos 8 anos. Depois defendeu o Gremetal, Portuários e o Santos. No campo, começou pela Portuguesa Santista em 2003, incialmente jogando de zagueiro. Passando também pelo São Vicente e um empréstimo curto pela Portuguesa Londrinense em 2008.
Chegou a abandonar o futebol em 2009 para trabalhar em uma empresa na sua cidade natal, mas retornou ao São Vicente e foi também onde se profissionalizou em 2010.

### São Vicente
Em 2012, o atacante foi vice-artilheiro da Segunda Divisão do Paulista com 14 gols, e o líder da campanha que conduziu o São Vicente ao vice-campeonato paulista na divisão. O bom desempenho com a camisa alvinegra fez com que o cubatense se tornasse conhecido em São Vicente e na cidade em que nasceu, além de chamar a atenção de diversos clubes.

### Mogi Mirim
Em 5 de dezembro de 2012, após uma boa campanha com o São Vicente, foi anunciada a contratação de Waguininho ao Mogi Mirim. Sua estreia e seu primeiro gol pelo clube aconteceram em 24 de janeiro de 2013, entrando como substituto em uma vitória por 3 a 0 sobre a Penapolense, marcando inclusive o último gol da equipe inclusive, pelo Campeonato Paulista de 2013.
Pelo Mogi Mirim, participou de 29 partidas e marcou 5 gols, maioria dos jogos entrando como substituto.

### Oeste
Em 18 de dezembro de 2013, Waguininho acertou o seu contrato com o Oeste. Estreou com a camisa rubro-negra em 22 de janeiro de 2014, entrando como substituto em um empate fora de casa por 1 a 1 com o Atlético Sorocaba, pelo Campeonato Paulista de 2014. Seu primeiro gol apenas aconteceu em 5 de março, em uma vitória em casa por 2 a 1 sobre o Paulista.
Pelo Oeste, participou de 61 partidas e marcou 10 gols.

### Bucheon 1995
Em 12 de janeiro de 2016, Waguininho foi anunciado pelo Bucheon 1995. Aonde foi autor de doze gols em 28 partidas com a camisa do Bucheon 1995 em 2017, o atacante Waguininho viveu um grande momento na carreira dentro do clube, sendo um dos principais goleadores da equipe.

### Suwon Samsung Bluewings
Em 2018, Waguininho foi transferido ao clube coreano Suwon Samsung Bluewings, em meio à uma boa fase do clube.

### Guarani
Após rescindir seu contrato com o Suwon Samsung Bluewings em 15 de maio de 2020, Waguininho retornou ao futebol brasileiro em 2 de julho, acertando com o Guarani até o final da temporada.
Com sua estreia acontecendo em 23 de julho, entrando como substituto em uma derrota fora de casa para o Botafogo-SP por 2 a 0, pelo Campeonato Paulista de 2020. Marcando seu primeiro gol pelo Guarani em 29 de julho, marcando o único gol do clube em um empate por 1 a 1 contra o Ituano, pelo Campeonato Paulista do Interior de 2020.
Pelo Guarani, atuou em 28 partidas e marcou 6 gols.

### Coritiba
Em 11 de fevereiro de 2021, foi anunciado a contratação de Waguininho pelo Coritiba. Sua estreia pelo clube aconteceu em 18 de março, entrando como titular em uma vitória por 1 a 0 fora de casa contra o União Rondonópolis, pelo Copa do Brasil de 2021. Seu primeiro gol aconteceu em 23 de março, em uma vitória fora de casa por 1 a 0 contra o Maringá, pelo Campeonato Paranaense de 2021.

## Títulos
Suwon Samsung Bluewings
- Korean FA Cup: 2019

Cruzeiro
- Campeonato Brasileiro - Série B: 2022